# Třída PC-461
Třída PC-461 byla třída stíhačů ponorek námořnictva Spojených států z doby druhé světové války. Celkem bylo postaveno 362 plavidel této třídy. Za války jich bylo 24 přestavěno na dělové čluny. Po válce byla řada plavidel dodána americkým spojencům. Instalací minolovného vybavení na trup třídy PC-461 vzniklo 18 amerických minolovek třídy Adroit.

## Pozadí vzniku

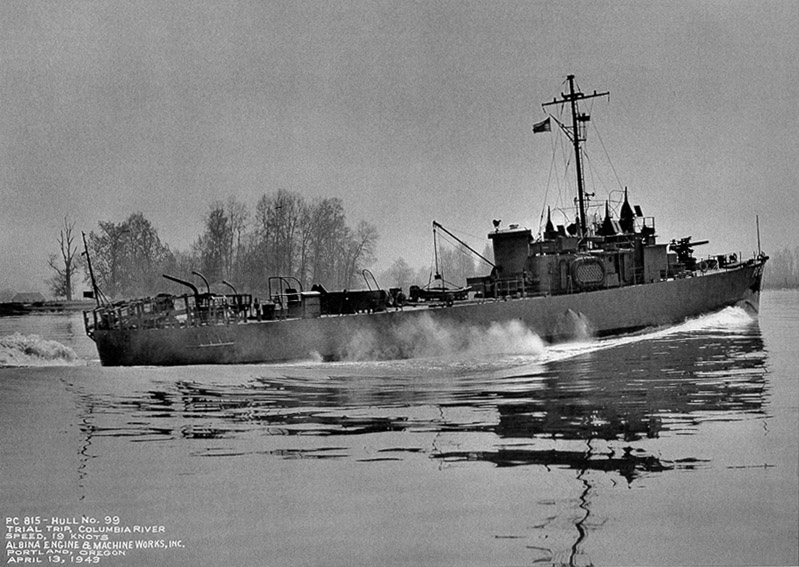
USS PC-815 během zkoušek

Roku 1938 byl zahájen vývoj nových eskortních plavidel pro doprovod pobřežních konvojů, která by nahradila zastaralou třídu Eagle. Požadována byla rychlost 22 uzlů a dosah 3000 námořních mil. Nejprve byly v letech 1939–1940 postaveny dva zkušební prototypy: USS PC-451 s dieselovým a USS PC-452 s turbínovým pohonem. Turbínový člun PC-452 byl rychlejší a měl lepší nautické vlastnosti, avšak neosvědčil se jeho pohon. Druhé plavidlo PC-451 mělo lépe řešený pohonný systém, avšak špatné nautické vlastnosti. Řešením se ukázala instalace dieselového pohonu na trup odpovídající člunu PC-452, přičemž vzhledem k nedostatku dostatečně výkonných motorů bylo akceptováno mírné snížení rychlosti. Sériová výroba a dodávky takto vzniklých stíhačů ponorek probíhaly od roku 1941. Celkem bylo v několik sériích postaveno 362 plavidel této třídy (původně jich bylo objednáno 403, část objednávek ale byla zrušena). Série byly označeny PC-461 až PC-496 (36 ks), PC-542 až PC-627 (86 ks), PC-776 až PC-826 (51 ks) a PC-1077 až PC-1265 (189 ks). Na stavbě se podílelo celkem pět loděnic.

## Konstrukce

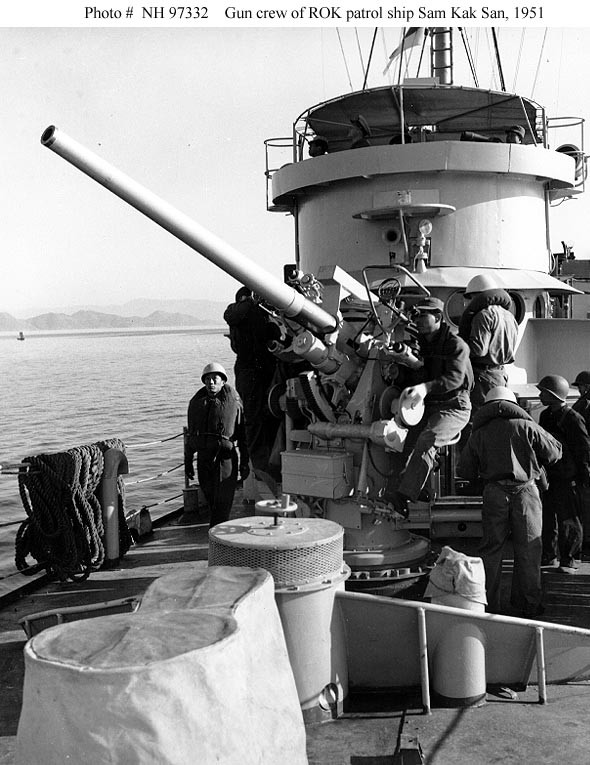
76mm kanón jihokorejského plavidla ROKS Sam Kak San

### PC
PC byla obratná plavidla, byla však velmi nepohodlná na rozbouřeném moři. Jednotlivé série se od sebe lišily výtlakem, výzbrojí a vybavením i svými výkony. Plavidla měla ocelový trup. Od roku 1942 byla vybavena sonarem, později také radary různých typů (SF, SO, SU, nebo SCR-517A). Základní konfiguraci výzbroje plavidel zařazených do služby od roku 1941 do počátku roku 1943 tvořily dva 76mm kanóny Mk.20/21, tři 12,7mm kulomety, dále dva vrhače a dvě skluzavky hlubinných pum. Od roku 1943 byla výzbroj zásadně posílena. Nově ji tvořil jeden 76mm kanón, jeden 40mm kanón Bofors, tři až čtyři 20mm kanóny Oerlikon, dva salvové vrhače hlubinných pum Mousetrap Mk.20, které doplňovaly ještě dva vrhače a dvě skluzavky.
Pohonný systém tvořily dva diesely o výkonu 2880 hp, pohánějící dva lodní šrouby. Nejvyšší rychlost dosahovala dle verze 19-21 uzlů. Dosah byl dle verze 3000-4800 námořních mil při rychlosti 12 uzlů.

### PGM

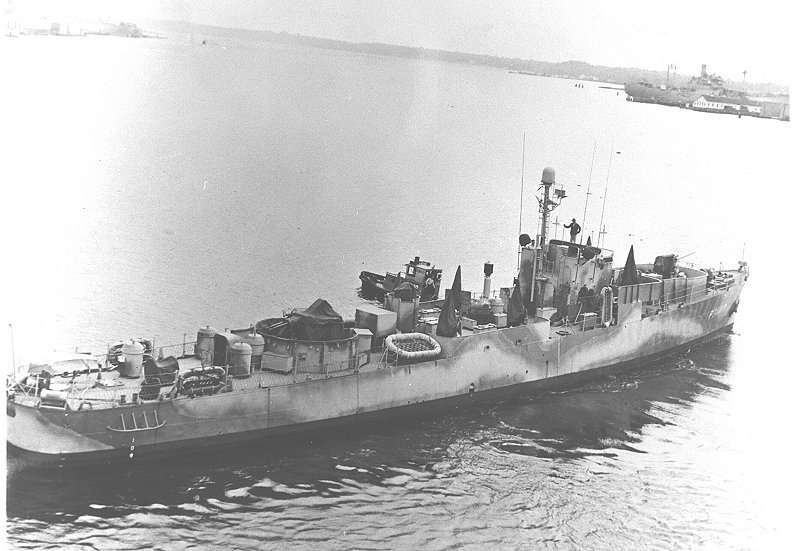
Dělový člun USS PGM-17

Celkem 24 rozestavěných plavidel bylo roku 1944 dokončeno v podobě dělových člunů určených pro boj s japonskými malými plavidly. Protiponorkové vybavení bylo demontováno a naopak hlavňová výzbroj výrazně posílena. Tvořil ji jeden dvouúčelový 76mm kanón, dva až čtyři 40mm kanóny, šest 20mm kanónů, dva 60mm minomety a dva 12,7mm kulomety.

### PC(C)
Celkem 35 plavidel bylo upraveno pro velení výsadkovým operacím. Odstraněny byly 40mm a 20mm kanóny. Dále bylo rozšířeno komunikační vybavení a přidány další kajuty pro posádku.

### Modifikace
- PGM – Dělové čluny (24 ks).[2]
- PC(C) – Velitelské lodě výsadkových operací. Přestavba 35 již existujících plavidel.[2]
- Třída Adroit – Minolovky (18 ks). Později upraveny na hlídkové lodě typu PC.[2]

## Uživatelé

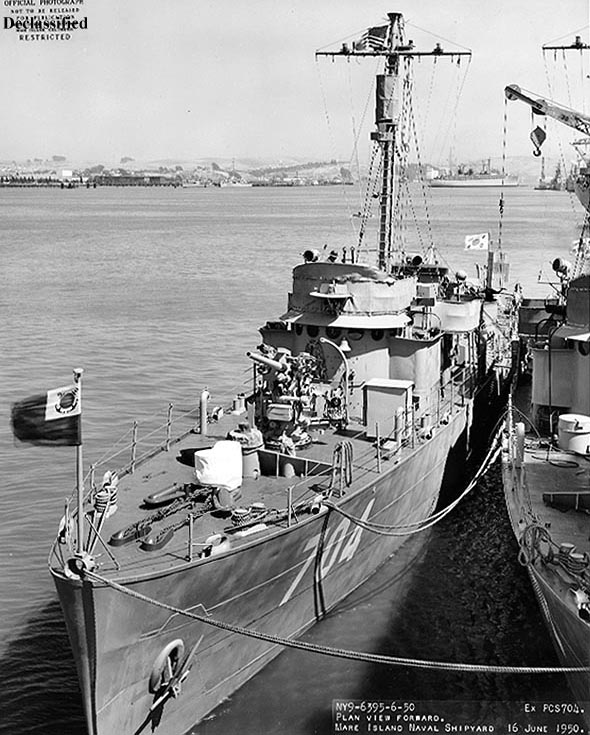
Jihokorejský ROKS Chiri San

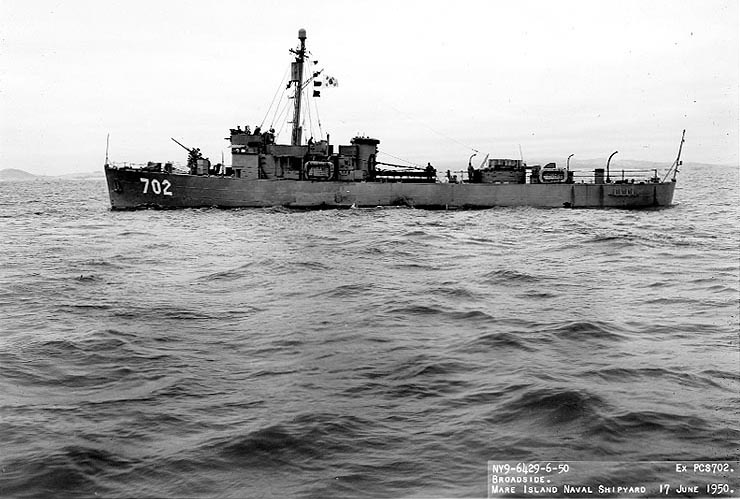
Jihokorejský ROKS Kum Kang San

- Brazílie Brazilské námořnictvo získalo v letech 1942–1943 celkem osm stíhačů ponorek této třídy.[2] Vyřazeny byly v letech 1952–1960.[4]

- Čínská republika Námořnictvo Čínské republiky do roku 1948 získalo šest stíhačů ponorek a šest dělových člunů PGM.[2] Část jich byla ukořistěna komunistickými povstalci. V 50. letech bylo dodáno ještě dalších 15 plavidel. Nesla jeden 76mm kanón, jeden 40mm kanón, čtyři 20mm kanóny a dva vrhače. Chang Kiang byl 6. srpna 1965 potopen námořnictvem Čínské lidové osvobozenecké armády. Vyřazeny byly do počátku 70. let.[5]
- Dominikánská republika Dominikánské námořnictvo v letech 1946–1947 získalo stíhače Cibas (P103, ex PC-1497) a 27 de Febrero (P101, ex PC-613). Vyřazeny 1968.[6]
- Filipíny Filipínské námořnictvo  získalo v letech 1945–1948 sedm plavidel a roku 1960 osmé, přičemž roku 1950 získalo také jeden člun typu PGM.[2] Nesly jeden 76mm kanón, jeden 40mm kanón a pět 20mm kanónů. Vyřazeny byly do roku 1979.[7]
- Francie Francouzské námořnictvo získalo roku 1944 celkem 42 plavidel.[2]
- Indonésie Indonéské námořnictvo získalo v letech 1958–1960 celkem šest jednotek této třídy.[2] Vyřazeny do roku 1979.[8]
- Izrael Izraelské námořnictvo získalo roku 1948 plavidlo Nogah (ex PC-1188).[2] Vyřazen 1975. Cvičný cíl pro střely Gabriel.[9]

- Jižní Korea Námořnictvo Korejské republiky získalo celkem osm plavidel této třídy.[2] Chiri San se roku 1951 potopil na mině a Han Ra San roku 1962 zničil tajfun Karen. Ostatní vyřazeny do roku 1970.[10]
- Jižní Vietnam Námořnictvo Vietnamské republiky od Francie získalo šest plavidel označených (HQ 01–06). Vyřazeny do roku 1971.[11]
- Kuba Kubánské revoluční námořnictvo roku 1956 získalo člun Baire (ex PC-790), který byl zakoupen v Hondurasu.[2] Vyřazen 1961.[12]
- Mexiko Mexické námořnictvo získalo v letech 1947–1952 devět plavidel této třídy.[2] Nesly označení (GC30 až GC38). Vyřazeny do roku 1971.[13]
- Nigérie Nigerijské námořnictvo roku 1966 získalo nizozemské plavidlo Ogoja (ex Queen Wilhelmina, ex PC-468). Roku 1969 bylo v deltě Nigeru potopeno v nigerijské občanské válce.[14]
- Nizozemsko Nizozemské královské námořnictvo získalo roku 1942 plavidlo Queen Wilhelmina (P801, ex PC-468).[2] Vyřazen 1962 a prodán Nigérii.[15]
- Norsko Norské královské námořnictvo získalo roku 1942 plavidlo King Haakon VII (P390, ex PC-467).[2] Vyřazen 1974.[16]
- Portugalsko Portugalské námořnictvo v rámci programu MDAP získalo roku 1948 šest plavidel této třídy.[2] Od roku 1957 nesly jeden 40mm kanón, tři 20mm kanóny a jeden salvový vrhač Hedgehog. Vyřazeny do roku 1969.[17]

- Řecko Řecké námořnictvo získalo roku 1944 plavidlo Vasilefs Georgios II (P17, ex PC-622). Vyřazen 1960. Roku 1947 námořnictvo převzalo dalších šest dělových člunů PGM.[2] Vyřazeny do roku 1979.[18]
- Španělsko Španělské námořnictvo roku 1956 získalo jedno plavidlo jako Javier Quiroga (ex PC-1211).[2] Vyřazen 1971.[19]
- Thajsko Thajské královské námořnictvo od roku 1947 získalo devět plavidel.[2] Vyřazeny do roku 1994.
- Venezuela Venezuelské námořnictvo v letech 1959–1960 získalo celkem 10 jednotek: Albatross, Alcatraz, Calamar, Camaron, Gaviota, Mejillon, Paragould', Petrel, Pulpo a Togogo. Vyřazeny do roku 1977.[2][20]
- Uruguay Uruguayské námořnictvo získalo roku 1944 plavidlo Maldonado (ex PC-1234).[2] Vyřazen 1969.[21]
- USA US Navy

## Služba
Plavidla byla nasazena do druhé světové války, mimo jiné se podílela na vylodění ve Francii, na Iwodžima a Okinawě. Jejich nasazení pro ochranu přístavů a pobřežních konvojů pomohlo uvolnit cenné torpédoborce a eskortní torpédoborce pro důležitější mise. Za války jich bylo sedm ztraceno. PC-496 a PGM-18 se potopily na mině, PC-558 potopila německá ponorka U-230, PC-1129 potopila japonská plavidla a PC-1603 kamikaze. na PC-1139 sloužil do roku 1944 i hollywoodský herec Kirk Douglas, dokud nebyl zraněn při předčasném výbuchu hlubinné pumy.